# Léopold Limayrac
Pour les articles homonymes, voir Limayrac.
 (août 2025).
Si vous disposez d'ouvrages ou d'articles de référence ou si vous connaissez des sites web de qualité traitant du thème abordé ici, merci de compléter l'article en donnant les références utiles à sa vérifiabilité et en les liant à la section « Notes et références ».
Léopold Limayrac est un homme politique français né le 29 août 1819 à Castelnau-Montratier (Lot) sous les prénoms Charles Guillaume Pierre Marie, et décédé le 6 décembre 1887 à Montauban (Tarn-et-Garonne).

## Biographie
Propriétaire terrien, journaliste, il est maire de Castelnau-Montratier de 1854 à 1878, conseiller général du canton de Castelnau-Montratier en 1856 jusqu'à son décès et député du Lot de 1871 à 1876, siégeant à droite. Il est président du conseil général du Lot en 1875.
En 1886, il est honoré du prix Marcelin Guérin par l’Académie française pour son ouvrage Étude sur le Moyen Âge. Histoire d'une commune et d'une baronnie du Quercy (Castelnau-de-Montratier).

## Sources
1. ↑  Archives Départementales du Lot, naissances Castelnau-Montratier 1819, acte n°88
2. ↑  Archives Départementales du Tarn-et-Garonne, décès Montauban 1887, acte n°696

- « Léopold Limayrac », dans Adolphe Robert et Gaston Cougny, Dictionnaire des parlementaires français, Edgar Bourloton, 1889-1891 [détail de l’édition]